# České Libchavy
České Libchavy (en allemand : Böhmisch Lichwe) est une commune du district d'Ústí nad Orlicí, dans la région de Pardubice, en Tchéquie. Sa population s'élevait à 649 habitants en 2024.

## Géographie
České Libchavy se trouve à 7 km au nord-nord-est d'Ústí nad Orlicí, à 43 km à l'est de Pardubice et à 139 km à l'est de Prague.
La commune est limitée par Sopotnice et Hejnice au nord, par Žampach à l'est, par Libchavy au sud, et par Velká Skrovnice à l'ouest.

## Histoire
La première mention écrite de la localité date de 1360.

## Galerie

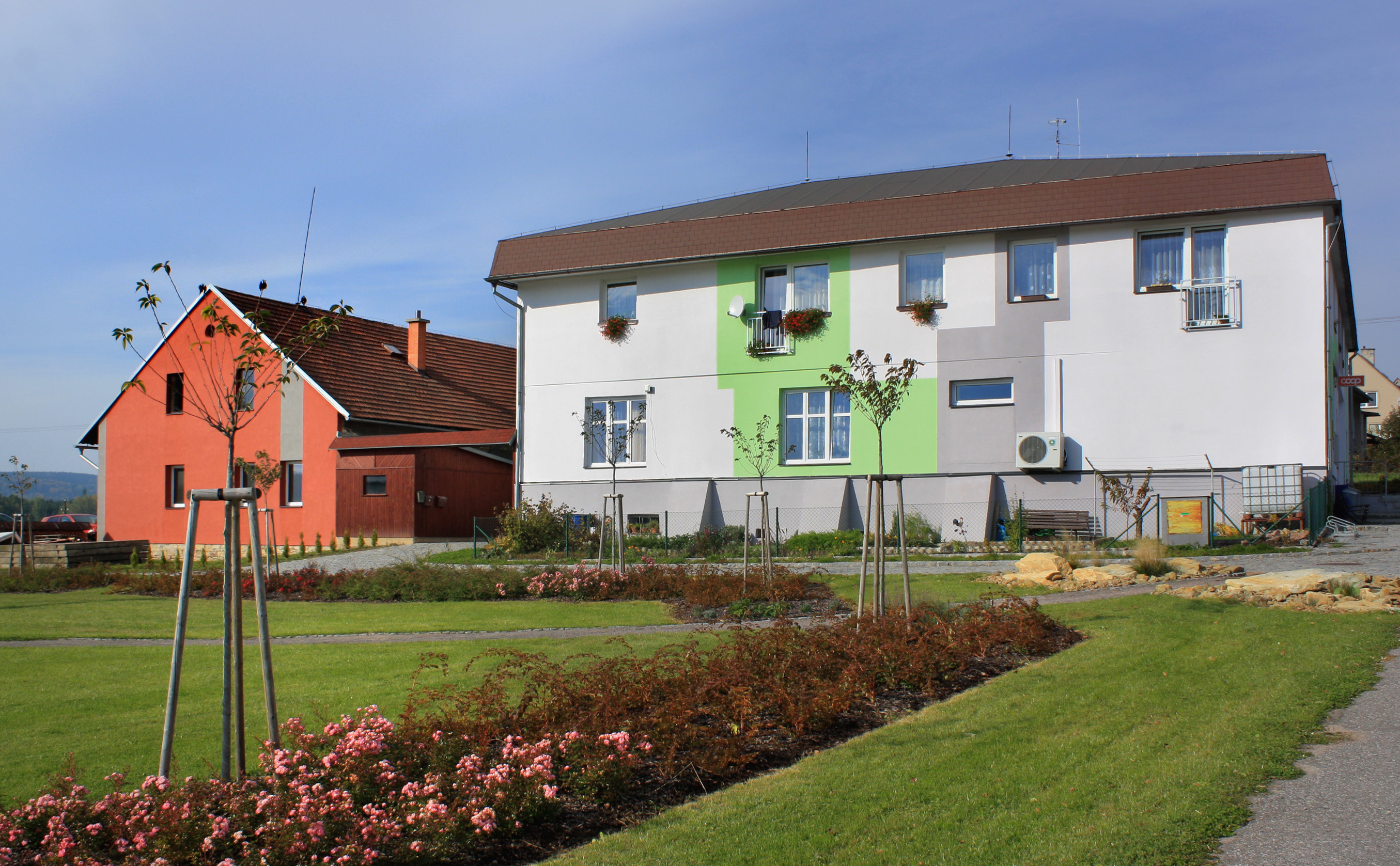
Petit parc à České Libchavy.
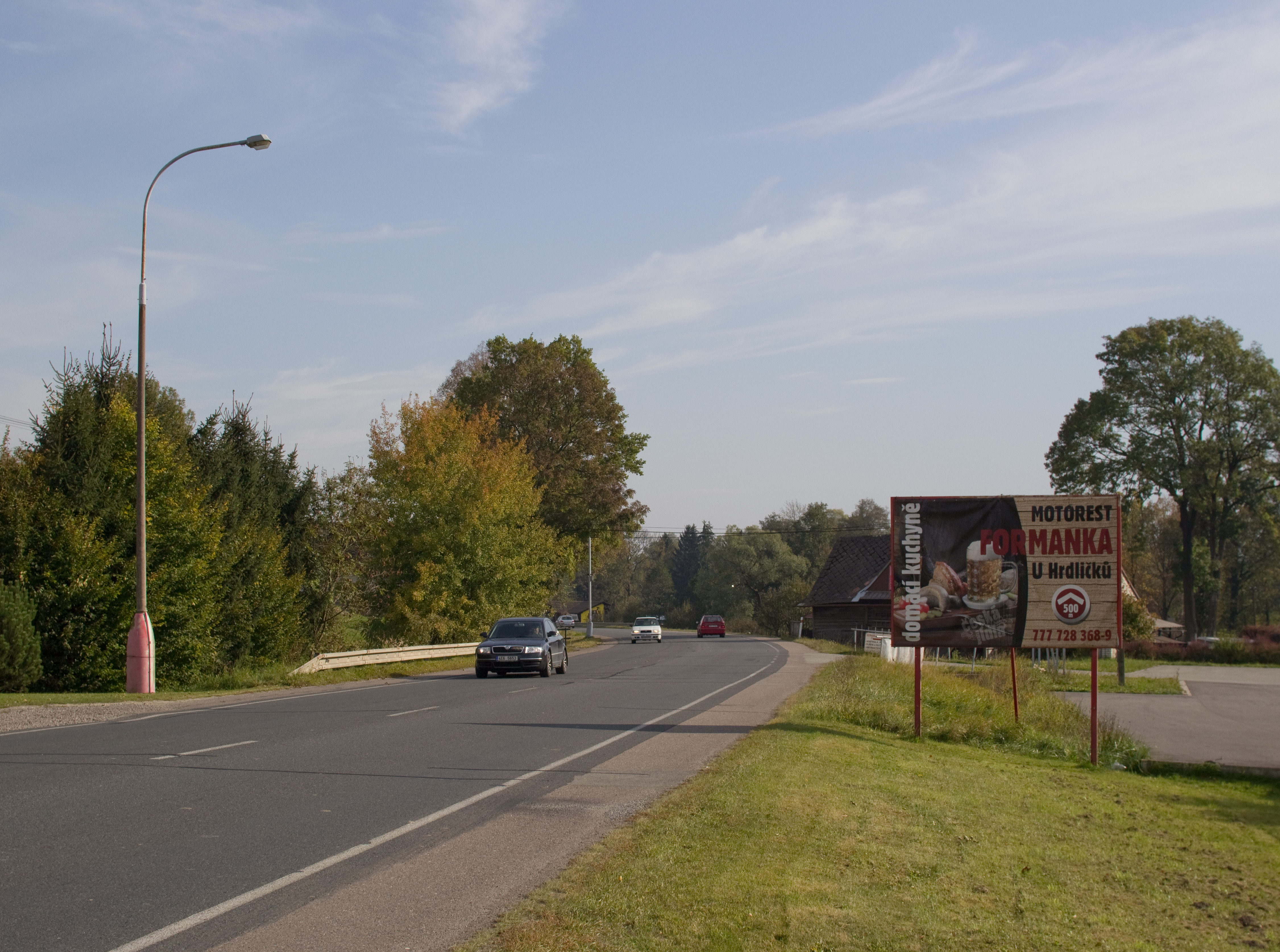
Route à České Libchavy.

## Transports
Par la route, České Libchavy se trouve à 7 km d'Ústí nad Orlicí, à 50 km de Pardubice et à 164 km de Prague. 